# 무하르비 키르지노프
무하르비 누르비예비치 키르지노프(러시아어: Мухарби Нурбиевич Киржинов, 1949년 1월 1일 ~ )는 전 소련의 역도 선수이다.
그는 1972년 하계 올림픽에서 라이트급 부문의 금메달을 획득하였다.

## 생애 및 선수 경력
아디게야 공화국 코셰하블에서 태어난 키르지노프는 1970년에 처음으로 국제 대회에 출전했다.
그는 1971년 세계 역도 선수권 대회에서 동메달을 획득하고, 2년 후에 우승을 거두었다.